# 吳文達 (企業家)
吳文達，ORS（1929年7月30日—2015年11月9日），臺灣企業家，勝光鋼管集團創辦人，長期投身奉獻臺灣體育界，推動臺灣多項運動發展，其中尤以羽球、輕艇、拔河為甚，在臺灣有「羽球之父」之稱。曾任亞洲輕艇總會、拔河總會會長、中華奧林匹克委員會副主席、中華民國體育運動總會副會長、中華民國羽球協會、輕艇協會、拔河運動協會理事長等職，並為了推廣大眾參與羽球運動而創辦清晨盃羽球賽及中華民國全民羽球發展協會。

## 早年與商界經歷
吳文達出生台灣日治時期臺北州，長於萬華，曾就讀龍山公學校、老松公學校；幼時不喜讀書，熱愛體育活動，14歲時作為運動資優生考取臺北州立基隆水產學校。吳文達在學期間借住基隆堂兄家中，因適逢堂兄轉行開設五金行而協助其打理店鋪，奠定吳文達經商買賣的基礎。
1947年，18歲的吳文達開設第一間五金行，由此邁入五金買賣事業。1949年，自基隆水產學校畢業，此後又陸續開設兩間五金行。1959年，吳文達於臺北市承德路開設「勝光五金行」，憑藉從國外進口鋼管以及搭上中華民國政府推動十大建設之機使業績急遽成長，從零售商逐步轉型為批發商，並在1977年成立勝光鋼管股份有限公司，成為1970年代臺灣民間最負盛名的鋼鐵公司。吳文達的五金事業在日後形成勝光鋼管集團，旗下包含勝公貿易、宏承鋼鐵、新勝光投資、德昌五金、寧波德昌、宏承越南等公司，業務佈及亞洲多地。

## 體壇貢獻
吳文達在事業步入正軌後長期贊助體育界，曾大力推廣多項體育發展，除捐獻訓練器材與經費，也參與或創建多個體育組織。吳文達從1977年擔任臺北市體育會羽球委員會主任委員起，陸續擔任臺北市體育會理事長、中華民國羽球、輕艇、拔河運動協會理事長、中華民國體育運動總會副會長、中華奧林匹克委員會執行委員、副會長等國內體育組織職務，也曾出任亞洲輕艇總會、亞洲拔河總會會長。離開官方組織後，仍創辦中華全民羽球發展協會、臺北市體育文化交流協會，持續辦理羽球、乒乓球、门球、拔河、龍舟等體育項目之賽事，以推廣社會大眾體育參與為職志。
吳文達因在臺灣大力推展羽球、輕艇、拔河三項運動，除「羽球之父」名聲在外，亦有稱其「輕艇之父」、「拔河之父」者。

### 羽球
吳文達在1967年結識於土地銀行任職的林玉山，因對方喜愛羽球而深受影響，從此親身參與並全心全力推展羽球運動。接觸羽球後，吳文達在住家附近的成淵中學成立「成淵早起羽球會」，希望能在社區和學校間推廣羽球，並受時任校長李大祥支持，造就成淵中學羽球隊以及日後仁愛青少年羽球隊成立。1977年，吳出任臺北市體育會羽球委員會主任委員，成立台北基層羽球訓練站，使臺灣甲組選手養成不再由雲林西螺一枝獨秀。

#### 創辦清晨盃

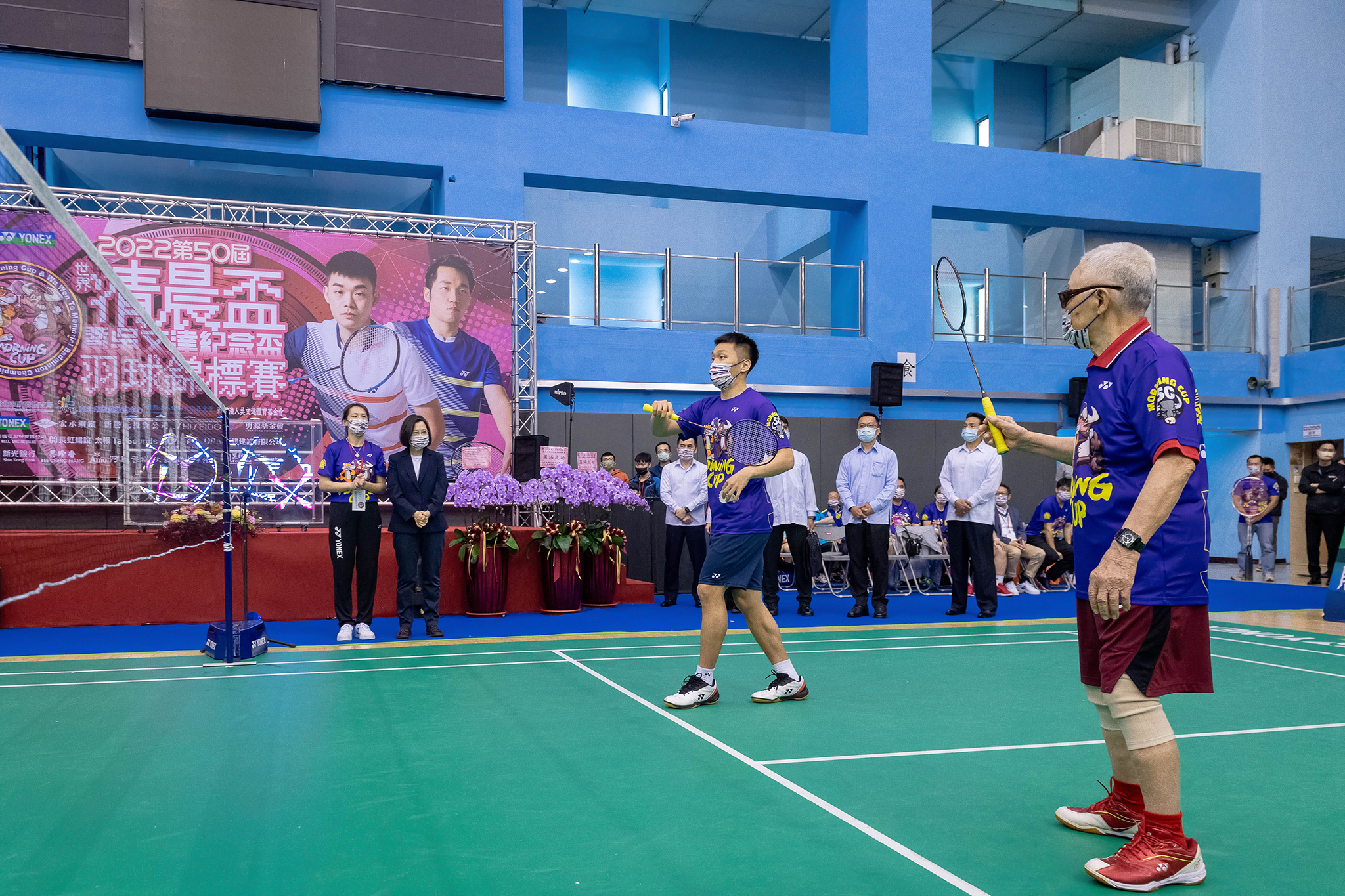
清晨盃現今是頗具影響力的業餘羽球賽事。圖為時任中華民國總統蔡英文出席2022年第50屆清晨盃開幕活動。

1971年，吳文達與一眾球友倡議舉辦友誼賽以鼓勵更多民眾參與羽球運動，因為利用上班前比賽而將賽事取名清晨盃，第一屆賽事有一百多人參與。從此往後，每年清晨盃參賽人數連年攀升，2015年創下共3600人與賽之紀錄，其中參賽者不乏知名退役選手，也受到羽毛球世界联合会關注、採訪，並成為世界羽聯認可賽事，現已是世界知名的業餘羽球賽事。

#### 陸光羽球隊
臺灣羽球選手過去常因服役兩到三年致使役畢後技術生疏；為此，吳文達向中華民國陸軍提供訓練器材與經費，促使陸軍在1974年成立陸光羽球隊，令選手服役期間不致中斷訓練。陸光隊受陸軍總部支持，持續至1999年功成身退。

#### 出任羽協理事長
隨著多年親身參與及出錢推動羽球發展，吳文達在羽球界累積豐沛人脈，令他於1985年當選中華民國羽球協會理事長，也是首位出任羽協理事長的民間人士。擔任理事長期間，吳文達除了在全台各縣市中小學劃設場地、提供器材，亦捐建羽球館提供訓練場地、聘請前印尼名將梁海量來台短期指導，並擴大辦理臺北國際羽球名人邀請賽（現台北羽球公開賽）。
1989年，吳文達連任羽協理事長，但因幹部人選分歧決意請辭，並在1990年2月離任。此後，吳文達將目光轉往社會羽球以及其他單項運動發展。
1998年12月，創立中華民國全民羽球發展協會兼擔首任理事長，專門辦理包含清晨盃在內的業餘羽球賽事，並限定年滿25歲且非中華羽協現役選手才能參賽，以避免彼此業務產生衝突；這項規定直到2020年因爆發2019冠状病毒病疫情導致選手難以參加國際賽，清晨盃才首度開放現役選手報名。

### 輕艇
吳文達因經常帶隊前往日本進行羽球交流而結識日本眾議院議長，同時也是亞洲輕艇總會會長的櫻內義雄。1991年，吳文達受櫻內之請成立中華民國輕艇協會，此後在臺灣及亞洲各地推廣輕艇運動，也因此在2002年卸任中華輕艇協會理事長後成為亞洲輕艇總會會長。2008年，吳文達因其對日本輕艇運動之貢獻獲日頒發旭日中綬章，為臺灣首位授勳者。

### 拔河
臺灣拔河運動在早年是農暇之餘的休閒活動，沒有統一制度。1990年5月，吳文達促成臺北體育會拔河運動委員會成立，7月並派員前往日本考察，10月首度派員參加國際八人制拔河賽事。1992年8月31日，歷經幾次赴日考察後，吳文達夥同拔河愛好者著手成立中華民國拔河運動協會及推動各縣市成立委員會，並帶團赴日參觀、舉辦賽事以帶動風氣，正式在臺引進八人制拔河運動。2000年，吳文達因在臺灣、亞洲推動拔河運動發展，獲選亞洲拔河總會會長。

## 逝世
2012年6月，吳文達因頸椎神經壓迫進行手術，術後陷入昏迷，且歷經多次手術無起色，於2015年11月9日離世。鑒於吳文達生前致力推展各項運動，中華民國行政院決議呈請時任總統馬英九頒發褒揚令，原文如下：

勝光鋼管集團總裁吳文達，敏練慈愷，惇篤勞謙。少歲砥礪自振，悉心商務經營，操持彌奮，辛艱有成。歷任中華奧林匹克委員會副主席、亞洲拔河總會會長暨多項協會理事長等職，設立成淵民眾早起會，籌組仁愛羽球管理委員會，竭智殫精，惠及桑梓。復草創清晨盃羽球賽，厚實單項競技水準，引領全民體育風潮，沾溉獎掖，時長意執，允為臺灣羽球界盛事。尤以臺北市體育會理事長任內，悉力倡揚龍舟競渡，恢弘傳統民俗技藝；擘劃新制拔河賽會，體現團隊合作奧旨，籌維轉策，措置攸宜；風成化習，裨益多所。復膺任羽球協會理事長，舉辦國際名人邀請賽，培植秀異青少年選手，推展國民羽球志業，新硎迭運，靖獻孔彰。曾獲頒全國十大傑出體育園丁獎、國際奧會體育傑出貢獻獎、日本旭日中綬章、世界羽球聯盟暨教育部菁英獎終身成就獎等殊譽，勛華卓茂，身退有榮；卓行義趣，海宇流光。綜其生平，遠猷盛績－成體壇之聲采，厚生惠民－開裕國之駿業，遺緒遐福，永資世範。遽聞溘然長辭，軫悼良殷，應予明令褒揚，用示政府篤念馨耆之至意。

總　　　統　馬英九　　　　

行政院院長　毛治國　　　　

## 家庭
吳文達父為吳正培，吳文達在家中九名子女中排行老二。妻蔡秀珍，婚後從夫姓；兩人育有三子一女，為長子吳俊雄、次子吳俊彥、長女吳美玲及么子吳俊宏。
吳文達事業大多由次子吳俊彥接手，除了勝光集團的鋼管事業，亦曾接任中華民國全民羽球發展協會理事長，2009年成為世界羽聯理事，並且自2005年全球华人羽毛球联合会創會以來擔任會長至今。吳俊彥之女吳宜倫從小接觸羽球，擁有中華羽協甲組球員資格，在吳俊彥之後接掌全民羽球發展協會；吳宜倫之夫陳康是前中國國家羽毛球隊隊員，為1988年、1990年湯姆斯盃冠軍隊伍成員，兩人之子陳子睿、陳子亦皆為羽球選手。

## 紀念
- 吳文達體育基金會[48]
- 吳文達紀念館[48]
- 清晨盃羽球賽，吳文達於2015年逝世後，主辦單位將賽事改稱「世界清晨盃暨吳文達紀念盃羽球錦標賽」[49]

## 榮譽
- 日本
  -  旭日中綬章（2008年）[37]

## 獎項
- 中華民國教育部／行政院體委會／教育部體育署
  - 2006年，獲體委會頒發「羽球之父」匾額[50][51]
  - 2006年，體育運動精英獎 - 全民運動推展獎[50][51]
  - 2014年，體育運動精英獎 - 終身成就獎[50][51]
- 國際輕艇總會
  - 2007年，名譽會員[50]
- 世界羽毛球聯合會
  - 2010年，終身成就獎[50][52]
- 1980年，王惕吾，體壇園丁[53]
- 1982年，好人好事代表[54]

## 腳註

### 引用
1. 1 2 3 4  林涓，2013年，第194頁.
2. ↑  羽球協會.
3. ↑  輕艇協會.
4. ↑  拔河協會.
5. 1 2  全民羽球發展協會.
6. 1 2 3  行政院第3476次會議.
7. 1 2 3  林涓，2013年，第168頁.
8. 1 2  體育文物運動數位典藏.
9. ↑  林涓，2013年，第169頁.
10. 1 2 3  中國時報，2020年7月11日.
11. ↑  宏承鋼鐵.
12. ↑  自由時報，2005年11月12日.
13. ↑  林涓，2013年，第180–181頁.
14. 1 2  林涓，2013年，第185頁.
15. ↑  林涓，2013年，第183頁.
16. ↑  身體文化學報，第65頁.
17. ↑  林涓，2013年，第170頁.
18. ↑  黃嘉源，2004年，第48–49頁.
19. ↑  黃嘉源，2004年，第89–90頁.
20. ↑  黃嘉源，2004年，第108頁.
21. 1 2  林涓，2013年，第171–172頁.
22. ↑  黃光智，2011年，第99–101頁.
23. ↑  自由時報，2023年4月5日.
24. ↑  民生報，1987年9月3日.
25. 1 2  黃嘉源，2004年，第90頁.
26. ↑  廖焜福，2002年，第8頁.
27. 1 2  林涓，2013年，第179頁.
28. ↑  民生報，1985年5月28日.
29. ↑  黃嘉源，2004年，第85頁.
30. ↑  民生報，1989年10月14日.
31. ↑  民生報，1990年2月13日.
32. ↑  林涓，2013年，第180頁.
33. ↑  民生報，1991年3月12日.
34. ↑  林涓，2013年，第181頁.
35. ↑  自由時報，2020年9月11日.
36. ↑  林涓，2013年，第183–184頁.
37. 1 2  日本台灣交流協會.
38. ↑  經濟日報，2008年5月17日.
39. ↑  身體文化學報，第61頁.
40. ↑  身體文化學報，第62頁.
41. ↑  身體文化學報，第63頁.
42. 1 2  經濟日報，2013年5月30日.
43. ↑  聯合報，2013年5月31日.
44. ↑  褒揚令.
45. ↑  身體文化學報，第64頁.
46. ↑  正聲廣播，2017年6月7日.
47. ↑  全球华人羽毛球联合会.
48. 1 2  ETtoday，2014年12月29日.
49. ↑  經濟日報，2016年4月9日.
50. 1 2 3 4 5  林涓，2013年，第187頁.
51. 1 2 3  中央社，2014年12月10日.
52. ↑  BWF Annual Report，第14頁.
53. ↑  聯合報，1980年2月21日.
54. ↑  好人好事代表.

## 外部連結
- YouTube上的體壇園丁吳文達（繁體中文）

| 前任： 徐鼐 | 中華民國羽球協會 理事長 1985年－1991年               | 繼任： 羅光男 |
| 首任 創會   | 中華民國輕艇協會 理事長 1991年8月31日－1999年8月30日 | 繼任： 陳明雄 |
| 首任 創會   | 中華民國拔河運動協會 理事長 1992年－1999年           | 繼任： 洪秀柱 |